# Open Access
Open Access (Englisch für offener Zugang) ist der freie Zugang zu wissenschaftlicher Literatur und anderen Materialien im Internet. Ein wissenschaftliches Dokument unter Open-Access-Bedingungen zu publizieren, gibt jedem die Erlaubnis, dieses Dokument zu lesen, herunterzuladen, zu speichern, es zu verlinken, zu drucken und damit kostenlos zu nutzen. Darüber hinaus können den Nutzern über freie Lizenzen weitere Nutzungsrechte eingeräumt werden, welche die freie Nach- und Weiternutzung, Vervielfältigung, Verbreitung oder auch Veränderung der Dokumente, auch zu kommerziellen Zwecken, ermöglichen können.  Diese in der Berliner Erklärung über offenen Zugang zu wissenschaftlichem Wissen von 2003 formulierte Definiton von Open Access hat sich weltweit etabliert.

Open-Access-Logo der Public Library of Science

Bei der wissenschaftlichen Fachliteratur kann es sich um frei zugängliche Beiträge in elektronischen Zeitschriften, um Open-Access-Bücher, um Preprints oder Online-Versionen von Beiträgen in Büchern und Zeitschriften (Postprints) handeln, die von den Wissenschaftlern auf den Servern freier elektronischer Zeitschriften, universitären oder institutionellen Archiven, fachbezogenen Servern oder auf ihren privaten Websites frei zur Verfügung gestellt werden. Open Access schließt auch das Zugänglichmachen von wissenschaftlichen Primär- und Metadaten, Quellentexten und von digitalen Reproduktionen ein.
Wissenschaftliche Texte, die hinter einer Paywall verborgen bleiben und damit nicht unter Open-Access-Bedingungen publiziert werden, werden zur Abgrenzung von Open Access manchmal als Closed Access oder Toll Access bezeichnet.

## Geschichte
Unter dem Druck der steigenden Preise für wissenschaftliche Publikationen bei gleichzeitig stagnierenden oder schrumpfenden Etats in den Bibliotheken während der Zeitschriftenkrise bildete sich seit Beginn der 1990er Jahre eine internationale Open-Access-Bewegung. Die zentrale Forderung dieser Bewegung ist, dass wissenschaftliche Publikationen als Ergebnisse der von der Öffentlichkeit geförderten Forschung dieser Öffentlichkeit wiederum kostenfrei zur Verfügung gestellt werden sollen. Zur Begründung wird angeführt, dass die bisherigen Publikationsstrukturen eine Privatisierung des von der Allgemeinheit finanzierten Wissens darstellten. Durch Open Access solle verhindert werden, dass dieses Wissen erneut von der Allgemeinheit finanziert von den Verlagen zurückgekauft werden müsse, die durch die Publikation die Nutzungsrechte erhalten haben. Die Open-Access-Bewegung verfolgt auch das Ziel, die digitale Kluft zu verringern. Unter anderem sollen so Wissenschaftler mit geringem Budget an wissenschaftliche Ergebnisse gelangen und am Diskurs teilnehmen können.
Erst mit der Entwicklung des Internets, des elektronischen Publizierens und der damit schnellen und einfachen Verbreitung von Dokumenten wurde die Frage des freien Zugriffs auf wissenschaftliche Informationen aktuell. Zuvor waren die Voraussetzungen und die Realisierbarkeit durch die technischen Rahmenbedingungen eingeschränkt. In den 1990ern erschienen unter dem Begriff des elektronischen Publizierens (Online-Publishing) die ersten deutschsprachigen Ratgeber für das Publizieren im Internet für Wissenschaftler, welche u. a. die unterschiedlichen Dienste – E-Mail, News, Usenet – beschrieben. Viele Fachverlage gingen ab Mitte der 1990er dazu über, ihre Zeitschriften parallel oder ausschließlich elektronisch zur Verfügung zu stellen. Studenten und Wissenschaftler können seitdem diese Artikel über die Bibliotheks- oder Institutsrechner lesen und ausdrucken, falls ihre Institutionen die Lizenzgebühren für diese Zeitschriften bezahlen.
Die Open-Access-Bewegung hat ihre Vorläufer in den Preprint- und Dissertationsservern der 1990er. Sie beruht auf der Einschätzung, dass Wissenschaftler in der übergroßen Zahl der Fälle nicht aus kommerziellen Interessen publizierten, sondern dass das Publizieren als Dokumentations- und Kommunikationsweg zu ihrer Forschungs- und Lehrtätigkeit dazugehöre.
Ein weiterer Ausgangspunkt für die Forderung nach neuen Publikationsstrukturen war außerdem die Zeitschriftenkrise. Mit diesem Begriff wird eine Entwicklung bezeichnet, die vor allem im STM-Bereich (Science, Technology, Medicine) stattfand. Der Anteil der den Lesern zur Verfügung stehenden Literatur wurde laufend kleiner, bei steigendem Publikationsaufkommen. Als Folge der Zeitschriftenkrise wurden Open-Access-Verlage wie JMIR Publications (1999), BioMed Central (2000), PLoS (Anfang 2001) und Copernicus Publications (2001) gegründet.
2001 gründeten, initiiert durch eine vom Open Society Institute organisierte Konferenz in Budapest im November 2001, eine Reihe bekannter Wissenschaftler, unter ihnen Michael Eisen (Public Library of Science) und Rick Johnson (Scholarly Publishing and Academic Resources Coalition, SPARC), die Budapest Open Access Initiative (BOAI) und verabschiedeten am 14. Februar 2002 eine Erklärung, in der es u. a. heißt: „Frei zugänglich im Internet sollte all jene Literatur sein, die Wissenschaftler ohne Erwartung, hierfür bezahlt zu werden, veröffentlichen.“ Diese Konferenz und die daraus entstandene BOAI wird als ein Startpunkt der Open-Access-Bewegung angesehen, weil hier zum ersten Mal die verschiedenen Personen und bereits existierenden Initiativen zusammengeführt wurden. Der Aufruf bezieht sich jedoch nur auf die Gewährleistung des freien Zugriffs auf Zeitschriftenartikel, für die die Autoren kein Entgelt erhalten haben, die zuvor einen Peer-Review-Prozess durchlaufen haben und die anschließend parallel im Netz zur freien Verfügung gestellt werden sollten.
Am 11. April 2003 wurde in Bethesda, Maryland über die Möglichkeiten einer besseren Einbindung der Beteiligten am Publikationsprozess beraten und im Juni dazu das Bethesda Statement on Open Access Publishing veröffentlicht.
Die Berliner Erklärung über offenen Zugang zu wissenschaftlichem Wissen vom Oktober 2003 ist eine Deklaration, die die Inhalte der Budapester Erklärung und der Bethesda-Erklärung aufgreift und die Ziele der Open-Access-Bewegung erweitert definiert. Von allen wichtigen deutschen Forschungsinstitutionen wurde die Erklärung unterschrieben, wie z. B. der Deutschen Forschungsgemeinschaft (DFG), der Hochschulrektorenkonferenz, der Max-Planck-Gesellschaft, der Fraunhofer-Gesellschaft, der Berlin-Brandenburgischen Akademie der Wissenschaften (BBAW), der Deutschen Initiative für Netzwerkinformation (DINI) und dem Ministerium für Wissenschaft und Forschung des Landes Nordrhein-Westfalen, das mit DiPP eine eigene Initiative gegründet hatte. Außerdem haben auch internationale Organisationen unterschrieben wie z. B. Open Source Initiative (OSI), SPARC oder Europäische Organisation für Kernforschung CERN. Die Berliner Erklärung geht über die Forderungen der Erklärung der Budapest Open Access Initiative deutlich hinaus. Sie wird als Abschluss der Zielformulierungen der Bewegung und als Startpunkt in technischer und organisatorischer Hinsicht angesehen. Seit der Berliner Konferenz gibt es im jährlichen Abstand Folgekonferenzen.
Der Schweizerische Nationalfonds verlangt seit Januar 2023, dass alle geförderten wissenschaftlichen Publikationen sofort (ohne Embargofrist) für die Öffentlichkeit frei verfügbar sein müssen.

## Open-Access-Strategien
Die beiden wichtigsten Publikationswege des Open Access werden auch als „Goldener“ und „Grüner Weg“ bezeichnet. Sie werden manchmal als konkurrierende, meistens aber einander ergänzende Modelle angesehen: die Primärveröffentlichung und die Parallelveröffentlichung. Diese beiden Strategien wurden auf der Budapester Konferenz 2002 entworfen. Die Bezeichnungen „Goldener“ und „Grüner Weg“ gehen auf den Kognitionswissenschaftler Stevan Harnad zurück.

### Goldener Weg
Der „Goldene Weg“ ist die Erstveröffentlichung des wissenschaftlichen Textes in einem Open-Access-Medium, also vor allem in Open-Access-Zeitschriften, die wie die konventionellen Zeitschriften ein Peer-Review einsetzen. Auch die Publikation von Monografien sowie Sammelbänden in einem Open-Access-Verlag wird dem Goldenen Weg zugeordnet. Üblicherweise wird für eine Goldene Open-Access-Veröffentlichung die Verwendung einer freien Lizenz vorausgesetzt, bei der die Autoren ihre Rechte behalten, und jedermann ein einfaches Nutzungsrecht einräumen.

### Grüner Weg
Der „Grüne Weg“ ist die Parallelveröffentlichung, Zweitveröffentlichung oder Selbstarchivierung, die auf privaten Websites, Institutswebsites oder auf Dokumentenservern erfolgen kann. Die Autoren speichern eine Kopie ihres Aufsatzes oder ihrer Monographie, die sie beim Verlag eingereicht haben, öffentlich zugänglich auf einem der genannten Infrastrukturelemente. Dabei wird die nicht-standardisierte Selbstarchivierung zunehmend durch eine Archivierung auf institutionellen Repositorien ergänzt und abgelöst. Diese auf dem grünen Weg publizierten Dokumente sind häufig Pre- oder Postprints. Nur bei Postprints hat ein Peer-Review stattgefunden.
Auch Primärdaten können über den Grünen Weg der Öffentlichkeit zugänglich gemacht werden.
Bei der Archivierung von Dokumenten auf Dokumentenservern werden zwei verschiedene Formen unterschieden: Institutionelle Repositorien werden von einer Institution (beispielsweise einer Hochschule) betrieben und sind meist fachübergreifend, während disziplinäre Repositorien bestimmte Fachgebiete abdecken, dafür aber institutsübergreifend sind. Ein bekanntes Beispiel für ein disziplinäres Repositorium und zugleich eines der ältesten ist arXiv.
Sherpa Romeo, eine Datenbank, die vom britischen Jisc betrieben wird, listet Verlage nach ihren Leitlinien in Bezug auf Urheberrechte und Parallelpublikation auf und unterscheidet vier verschiedene Kategorien, je nachdem, ob die Selbstarchivierung von Preprints und Postprints, nur von Preprints, nur von Postprints oder gar nicht erlaubt wird.
Die Open Archives Initiative (OAI) registriert die Betreiber dieser Repositorien und entwickelte ein inzwischen weit verbreitetes Protokoll für Metadaten, OAI-PMH. Verschiedene Dienste nutzen es zum Metadatenharvesting, so z. B. die Suchmaschine OAIster von der University of Michigan, Scirus von Elsevier, die Bielefeld Academic Search Engine (BASE) oder der Metadaten- und Volltext-Aggregator CORE.

### Diamantener Weg
Diamond Open Access oder auch Platin Open Access bezeichnet ein Publikationsmodell für offen zugängliche Erstveröffentlichungen (Gold Open Access) ohne Kosten für Lesende und Autoren. Der Begriff hat sich erst später als Grün und Gold etabliert und findet zunehmend Verbreitung, ist aber zugleich nicht unumstritten bzw. eindeutig definiert. Finanziert werden beispielsweise die meisten Diamond-OA-Zeitschriften durch die wissenschaftlichen Institutionen, die die Infrastruktur bereitstellen, und Wissenschaftler, die im Rahmen ihrer Arbeit die Zeitschriften herausgeben.

### Hybride Zeitschriften vs. hybrides Publizieren
Viele kommerzielle, subskritionsbasierte Zeitschriften bieten die Möglichkeit, gegen eine zusätzliche Publikationsgebühr (Article Processing Charge) einzelne Artikel Open Access zu stellen (siehe Abschnitt Geschäftsmodelle). Erstmals eingeführt wurde dieses „hybride“ Geschäftsmodell 2004 von Springer mit seinem Open-Choice-Programm. Durch diese auch Double Dipping genannte Praxis können die Verlage doppelt verdienen, da neben den laufenden Subskriptionskosten für die Zeitschrift zusätzlich die Publikationsgebühren für die Open-Access-Veröffentlichung von der Bibliothek bzw. den Autoren bezahlt werden müssen. Aus diesem Grund sieht Plan S einen schrittweisen Ausschluss von Hybridzeitschriften aus der Finanzierung vor.
Als hybrides Publizieren wird ebenfalls manchmal bezeichnet, wenn neben der frei zugänglichen elektronischen Open-Access-Version auch eine kostenpflichtige gedruckte Version veröffentlicht wird. Durch die frei zugängliche Online-Version wird die Auffindbarkeit durch Suchmaschinen und damit die Sichtbarkeit erhöht. Verlage erhoffen sich dadurch höhere Verkaufszahlen der Druckvariante. Dieses Modell kommt vor allem bei Monographien zum Einsatz.

### Bronze
Der Begriff „Bronze Open Access“ geht auf eine Studie aus dem Jahr 2018 zurück, in der in großem Umfang Open-Access-Artikel analysiert wurden. Er wird darin für diejenigen wissenschaftlichen Artikel verwendet, die auf Verlagswebseiten zwar frei zugänglich sind, jedoch nicht ausdrücklich unter freier Lizenz veröffentlicht wurden. Somit ergeben sich für diese Inhalte über den rein lesenden Zugriff hinaus keine Nachnutzungsmöglichkeiten und keine garantierte Langzeitverfügbarkeit. Die Studie zeigte weiterhin, dass unter den untersuchten Artikeln der Anteil von Bronze Open Access gegenüber allen anderen Subtypen am größten war.

### Black Open Access, Guerilla-Open-Access
Unter den Begriffen Black Open Access oder Guerilla-Open-Access werden illegale Wege bezeichnet, Closed-Access-Materialien zugänglich zu machen. Dazu zählen vor allem Schattenbibliotheken, aber auch Literaturtauschforen wie beispielsweise im Usenet oder in Akademischen sozialen Netzwerken wie Researchgate oder Academia.edu. Auch der Twitter-Hashtag ICanHazPDF kann dazu gezählt werden. Zwar findet der Begriff Black Open Access weite Verwendung, doch werden die darunter fallenden Angebote in der Regel nicht als unter die Definition von Open Access fallend betrachtet.

### Open Access für Forschungsdaten
Forschungsdaten können durch die technische Entwicklung in ungeahnter Dimension und Qualität in den wissenschaftlichen Kommunikationsprozess integriert werden. In der Berliner Erklärung wird auch der freie Zugang zu „Primärdaten“ mit eingeschlossen. Für Forschungsdaten, die nach den Prinzipien von Open Access veröffentlicht werden, werden auch die Begriffe Open Research Data oder Open Data verwendet. Die Veröffentlichung von Forschungsdaten nach den FAIR-Prinzipien trägt dazu bei, das Forschungsergebnisse nachvollziehbar, reproduzierbar und nachnutzbar werden. Forschungsdaten können als selbständige und referenzierbare Datensätze oder -sammlungen zum Beispiel in Forschungsdatenrepositorien oder auf Verlagsplattformen veröffentlicht, teilweise direkt als Anhang zu einem Forschungsartikel, teilweise indirekt, indem sie über einen Link nachgewiesen werden. Eine weitere Form der Datenpublikation sind Beiträge, in denen Forschungsdaten mit besonderer Bedeutung für das Fachgebiet bzw. besonders zur Nachnutzung geeignete Forschungsdaten beschrieben werden. Diese Data Papers werden in wissenschaftlichen Zeitschriften veröffentlicht, teilweise gibt es auch sogenannte Data Journals, die sich auf Data Papers spezialisiert haben.
In den Ingenieurwissenschaften wird auch für die Veröffentlichung technischer Dokumentationen (etwa CAD-Dateien) und freier Patente im Sinne von Open Hardware geworben.

### Open Access für Bücher
Eine Erweiterung erfährt der Open-Access-Begriff, der sich zunächst vor allem auf Artikel in Fachzeitschriften bezog, durch die Veröffentlichung von Monografien unter Open-Access-Bedingungen. So plant beispielsweise das von der Europäischen Union geförderte Projekt OAPEN, das aus der Zusammenarbeit mehrerer Universitätsverlage hervorging, Bücher aus geistes- und sozialwissenschaftlichen Disziplinen frei zugänglich zu machen. Damit soll verhindert werden, dass die Wissenschaften, bei denen die Kommunikation hauptsächlich über Monographien und weniger über Fachaufsätze erfolgt, einen strukturellen Nachteil gegenüber Wissenschaften entwickeln, in denen die Open-Access-Strategien bereits eine höhere Verbreitung gefunden haben.

### Digitalisate
Viele Verlage versuchen durch die Digitalisierung ihrer älteren Bestände, auch Retrodigitalisierung genannt, weitere Geschäftsfelder zu erschließen. Manche tun dies in Kooperation mit den Bibliotheken, beispielsweise in Projekten wie DigiZeitschriften. Einige Großverlage haben ihre Bestände in Eigenregie gescannt, obwohl sie vor der Verabschiedung des zweiten Korbs nach dem Deutschen Urheberrecht keine Rechte dafür besaßen.

### Open Access für Kulturgut
Die Berliner Erklärung spricht – der ECHO-Charta folgend – ausdrücklich die Kulturgüter in Archiven, Bibliotheken und Museen an. Auch sie sollen kostenlos und nachnutzbar nach den gleichen Prinzipien wie die wissenschaftliche Fachliteratur zugänglich sein. Dies führt allerdings zu Konflikten im Bereich der Bildrechte. Freie Projekte beschweren sich über das sogenannte Copyfraud der kulturgutverwahrenden Institutionen, die ihrer Ansicht nach gemeinfreie Werke remonopolisieren, indem nicht bestehende Urheberrechte behauptet werden. Auf der anderen Seite kämpfen Kulturerbeeinrichtungen und insbesondere Museen darum, dass sie Abbildungen von geschützten Werken der bildenden Kunst in ihren Sammlungen im Internet zeigen und über soziale Netzwerke teilen dürfen.

## Finanzierung
Auch beim digitalen Veröffentlichen von Dokumenten entstehen Kosten, auch wenn sie nicht so hoch sind wie bei gedruckten Werken. In der traditionellen Publikationswirtschaft werden wissenschaftliche Publikation von den Wissenschaftsverlagen als verwertbare Marktware definiert, während bei Open Access Wissenschaftler, Forschungsförderer, Institutionen und Bibliotheken teilweise an die Stelle der Verlage treten und damit die Produktionskette des Publikationsmarktes verändern. Diese Richtung wird auch als Wissenschaftsgeleitetes Publizieren oder Scholar-led Open Access bezeichnet.

### Publikationsgebühren
Eine große Zahl von Open-Access-Zeitschriften verlangt von den Autoren Publikationsgebühren, die sich üblicherweise an den Prozesskosten orientieren, die dem Verlag pro Online-Veröffentlichung durchschnittlich entstehen. Sie werden auch als Article Processing Charge (APC) und das Geschäftsmodell als Autor-zahlt-Modell (englisch author pays model) bezeichnet. In einer Studie der Kaufmann-Wills-Group wurde festgestellt, dass dieses Finanzierungsmodell bei den Open-Access-Zeitschriften bei unter 50 Prozent und damit unter dem Wert für konventionelle Zeitschriften liegt. Zwischen den einzelnen Fachdisziplinen gibt es große Unterschiede: In jenen Wissenschaften, in denen eine Publikationsgebühr, oft in Form eines Druckkostenzuschusses in Form von page charges und colour charges, auch bei konventionellen Zeitschriften erhoben wird (z. B. in den Biowissenschaften), ist der Anteil höher; bei geisteswissenschaftlichen Zeitschriften ist er geringer.
Manche Zeitschriften erlassen den Autoren die Gebühren, wenn sie finanziell benachteiligten Einrichtungen angehören.
Etliche Förderorganisationen ermutigen oder verpflichten ihre Wissenschaftler zum Open-Access-Publizieren und übernehmen teilweise oder ganz die Veröffentlichungsgebühren, so dass die Etats der Arbeitsgruppen und Institute nicht oder weniger stark belastet werden.
Die Deutsche Forschungsgemeinschaft unterstützte mit dem von 2009 bis Ende 2020 laufenden Förderprogramm „Open-Access-Publikationskosten“ wissenschaftliche Hochschulen bei der Einrichtung von Publikationsfonds, aus denen die Hochschulen die Gebühren für Publikationen von Hochschulangehörigen in Open-Access-Zeitschriften finanzieren können.

### Institutionelle Mitgliedschaft und Verlagsvereinbarungen
Beim Modell der „Institutionellen Mitgliedschaft“ leisten Forschungsinstitutionen oder ihre Bibliotheken eine Vorauszahlung oder zahlen eine Jahresgebühr, um den angehörigen Wissenschaftlern die Veröffentlichung ihrer Forschungsergebnisse in einem Open-Access-Journal ohne weitere Kosten oder zumindest zu vergünstigten Bedingungen zu ermöglichen. Ein bekanntes Beispiel für dieses Geschäftsmodell ist der britische Verlag BioMed Central.
Die Abgrenzung zwischen einem Abonnement und einer institutionellen Mitgliedschaft ist nicht immer ganz scharf. Ein Zeitschriftenabonnement kann beispielsweise einen Rabatt auf die Publikationsgebühren des entsprechenden Verlags einschließen. Aus Sicht der Kunden, insbesondere publikationsstarker Einrichtungen, ist das Modell einer institutionellen Mitgliedschaft attraktiv. Für Verlage besteht jedoch das Risiko, dass vereinbarte Pauschalen unter den tatsächlichen Kosten liegen.
Der Begriff „Institutionelle Mitgliedschaft“ für diese Art Finanzierungsmodell ist umstritten, da kein Einfluss auf den Verlag besteht – im Gegensatz zu der Situation bei einer ebenfalls als „institutionelle Mitgliedschaft“ bezeichneten Mitgliedschaft einer juristischen Person in einem Verein oder Verband. Im Englischen wird deshalb auch von institutional sponsorship gesprochen.
Im deutschen Sprachraum hat sich außerdem die Bezeichnung „Verlagsvereinbarung“ für Verträge mit Verlagen verbreitet, in denen z. B. Rabatte und Zahlungsmodalitäten festgelegt werden. Gemeint ist auch hier eher ein Rahmenvertrag zwischen Bibliothek und Verlag.
Kritisch betrachtet wird der Begriff „Institutionelle Mitgliedschaft“ auch aus Perspektive der Wissenschaftsfreiheit, da bei Beschäftigten einer Forschungsinstitution der Eindruck entstehen kann, Publikationen seien bevorzugt bei Verlagen einzureichen, mit denen eine solche bestehe.

### Hybride Finanzierungsmodelle
In hybriden Finanzierungsmodellen werden sowohl Open-Access-Artikel als auch zugangsbeschränkte Artikel innerhalb einer Zeitschrift publiziert. Der Verlag hält an den ursprünglichen Subskriptionsmodellen fest, bietet den Autoren aber zusätzlich an, gegen eine Gebühr den Artikel als Open Access freischalten zu lassen. Zahlen die Autoren die Extragebühren nicht, wird der Artikel nur gegen Entgelt abgegeben. Für die Bibliotheken bedeutet dieses hybride Modell zunächst keine finanzielle Entlastung. Der Wissenschaftsverlag Springer führte im Juli 2004 als einer der ersten Verlage das hybride Modell unter dem Namen Open choice ein. Für die Freischaltung zu Open Access wurden 3000 US-Dollar pro Publikation verlangt. Etliche weitere Verlage folgten diesem Vorstoß und verlangten 2007 Gebühren zwischen 1000 und 5000 US-Dollar.

### Publish-and-Read-Verträge, auch Transformationsverträge oder Offsetting
Das Modell des Offsettings kann als Transformationsmodell zwischen der ausschließlichen Zahlung von Subskriptionsgebühren und der ausschließlichen Zahlung von Publikationsgebühren angesehen werden. Bibliotheken bzw. Konsortien zahlen hier in der Übergangsphase die etablierten Subskriptionsgebühren zuzüglich der Publikationsgebühren. Im Folgejahr reduziert sich dann der Preis für die Subskriptionsgebühren um den Betrag der Publikationsgebühren des vorherigen Jahres. Verlage können so weiterhin verlässliche Einnahmen erzielen, während langsam ein Übergang im Finanzierungsmodell geschieht. Die Verträge zwischen den Konsortien und den Verlagen werden auch als Transformationsverträge und das Modell als Publish-and-Read-Modell (PAR) bezeichnet. Die ESAC (Efficiency and Standards for Article Charges)-Initiative sammelt seit 2014 Daten und Fakten zum Thema Transformationsverträge.

#### Schweden
In Schweden sind Verhandlungen des Bibsam-Konsortiums mit Elsevier im Jahr 2018 zunächst gescheitert. Auf das Jahr 2020 konnte eine Read-and-Publish-Vereinbarung mit Elsevier abgeschlossen werden. Die Verhandlungsziele entsprachen denjenigen des deutschen DEAL-Projektes. Der bestehende Konsortialvertrag lief am 30. Juni 2018 aus und wurde zunächst nicht verlängert. Die Zahlungen des Bibsam-Konsortiums für den Zugang zu Elsevier-Zeitschriften betrugen im Jahr 2017 12.559.062 EUR. Mit dem eingesparten Geld fördert die Universität Stockholm die Publikation von Arbeiten ihrer Forscher in reinen Open-Access-Zeitschriften. Das Bibsam-Konsortium verfügt damit ab dem Jahr 2020 Read-and-Publish-Vereinbarungen mit Elsevier, SAGE, Wiley, Springer Nature, Taylor & Francis und Oxford University Press.

#### Ungarn
Am 15. Dezember 2018 gab das Hochschulkonsortium von Ungarn bekannt, dass die Verträge mit Elsevier für ScienceDirect, Scopus und SciVal ab 2019 nicht verlängert werden. Das Konsortium versuchte ebenfalls einen Zugang für Publish and Read als Übergang zu reinem Open Access zu verhandeln. Im März 2019 unterzeichnete das Hochschulkonsortium von Ungarn mit Wiley einen Publish & Read-Vertrag. Bereits im Januar 2019 wurde eine ähnliche Vereinbarung mit Springer abgeschlossen.

#### USA
In den USA hat die University of California (UC) den bisherigen Vertrag mit Elsevier ab dem Jahr 2019 nicht mehr erneuert. In den gescheiterten Verhandlungen angestrebt wurde ebenfalls ein „Publish-and-Read“-Modell. Die University of California publiziert pro Jahr beinahe 10 Prozent des gesamten Publikationsvolumens der USA. Die Zahlungen der UC für den Zugang zu Elsevier-Zeitschriften betrugen zwischen 2014 und 2018 rund 50 Millionen USD, wovon allein im Jahr 2018 Kosten in Höhe von 10.568.756,54 USD anfielen.
Im Nachgang zu den gescheiterten Verhandlungen mit Elsevier unterzeichnete die UC im April 2019 den ersten „Read-and-Publish“-Vertrag mit dem Verlag Cambridge University Press.

#### Norwegen
Als erstes europäisches Land gelang es Norwegen Ende März 2019 einen „Read-and-Publish“-Vertrag mit Elsevier abzuschließen. Noch Anfang 2019 scheiterten zunächst die Verhandlungen für eine Erneuerung der Lizenz für 44 universitäre Institutionen. Der neue Vertrag gewährt lesenden Zugriff auf die sogenannte „Science Direct Freedom Collection“. Artikel von norwegischen Autoren werden ohne Aufpreis als Open Access unter der Creative Commons Lizenz CC-BY publiziert.
Bereits Anfang März 2019 unterzeichnete Norwegen einen Publish & Read Vertrag mit Wiley.

#### Niederlande
Die niederländische Vereniging van Universiteiten (VSNU) erreichte für den am 31. Dezember 2018 auslaufenden Lizenzvertrag mit Elsevier keine Einigung über eine allfällige definitive Erneuerung. Die VSNU strebt einen Lizenzvertrag an, der den Vorgaben von Plan S entspricht und den Übergang zu 100 % Open Access gemäß dem Nationalen Open Science Plan bis ins Jahr 2020 sicherstellen soll. Der bestehende Lizenzvertrag wurde um 6 Monate verlängert, um Zeit für weitere Verhandlungen zu gewinnen.

#### Schweiz
In der Schweiz verliefen die Verhandlungen Ende 2019 von swissuniversities für Read and Publish-Verträge ab dem Jahr 2020 mit Elsevier Wiley und Springer Nature vorläufig erfolglos. Mit Elsevier und Wiley wurden Absichtserklärungen (Memorandum of Understanding) für den Abschluss von Read and Publish-Verträgen unterzeichnet und die bestehenden Verträge konnten kostenneutral um ein Jahr bis Ende 2020 verlängert werden. Die Verhandlungen mit Springer Nature verliefen ergebnislos: der bestehende Vertrag wurde nicht erneuert. Ab dem Jahr 2020 besteht hinsichtlich Springer Nature ein vertragsloser Zustand.

### Subscribe to Open (S2O)
Beim „Subscribe to Open“-Modell werden Closed-access-Zeitschriften in Open-Access-Zeitschriften überführt, indem sich eine genügend große Anzahl an Bibliotheken und Institutionen dazu verpflichten, die zuvor üblichen Abonnementsgebühren auch nach der Überführung in Open Access weiterzuzahlen. Dadurch fallen für die Autoren keine APC (Publikationsgebühren) mehr an (Diamond Open Access). Das Modell wurde 2017 vom US-Verlag Annual Reviews entwickelt und es beteiligen sich bislang 15 Verlage mit mehr als 150 Zeitschriften an dem Modell (Stand 2023). Subscribe to Open veröffentlicht eine Tabelle mit Zahlen der sich beteiligenden Verlage, Stand März 2025 wurden auf diese Weise mehr als 300 Zeitschriften unter eine freie Lizenz gestellt.

### Weitere Finanzierungsmodelle
Bei dem „Community-Fee-Modell“ werden die beispielsweise von einer Fachgesellschaft publizierten Artikel über die Mitgliedsbeiträge finanziert. Andere Verlage nutzen die institutionelle Infrastruktur von Bibliotheken und Universitäten und werden so von diesen querfinanziert. Auch der Verkauf von Printprodukten kann zur Finanzierung der Online-Publikation mit beitragen.

## Umsetzung
Für die Forderung nach Open Access spricht, dass damit stark subventionierte Forschungsergebnisse der Universitäten und anderer öffentlich unterstützter Forschungseinrichtungen frei zugänglich werden und nicht teuer verkauft werden: Open Access ist „die geeignete Antwort auf die Krise der wissenschaftlichen Literatur, die sich nicht nur auf die Zeitschriftenpreise auswirkt, sondern auch dazu führt, dass etwa ein Sammelband in vierfacher Weise von der öffentlichen Hand subventioniert wird und der Staat so seine eigenen Forschungsergebnisse von kommerziellen Verlagen zurückkauft“.
Eine der Barrieren für das Online-Publishing mit Open Access ist das akademische Belohnungssystem. Problematisch war zu Beginn der Bewegung auch, dass z. B. reine Online-Zeitschriften in traditionellen Datenbanken nur selten erschlossen und indiziert sind.

## Forschungspolitik
Seit Beginn der 2000er begannen international forschungspolitische Bemühungen, das wissenschaftliche Publikationswesen auf Open Access umzustellen, die sogenannte Open-Access-Transformation.
Plan S ist eine von der cOAlition S, einem Zusammenschluss von 22 nationalen und internationalen Forschungsförderern sowie der Europäischen Kommission und dem Europäischen Forschungsrat, 2018 veröffentlichte Strategie zur Förderung des freien Zugangs zu wissenschaftlichen Erkenntnissen, die mit öffentlichen Mitteln erarbeitet wurden.

## Argumente von Open-Access-Befürwortern
Befürworter führen neben den bereits erwähnten finanziellen Argumenten weitere Gründe an, die für eine größere Verbreitung von Open Access sprechen:
- Nachprüfbarkeit: Wenn Forschungsdaten und die darauf aufbauenden Forschungsergebnisse offen zugänglich sind, können diese von mehr Menschen überprüft werden.
- Höhere Zitationshäufigkeit: Open-Access-Publikationen werden häufiger gelesen und häufiger zitiert.[81][82]
- Ermöglichung und Beschleunigung wissenschaftlicher (internationaler) Zusammenarbeit:[83] Beispielsweise ermöglichten im Rahmen der COVID-19-Pandemie zahlreiche Verlage und Institutionen Open-Access-Zugang zu allen das Virus und die Pandemie betreffenden Publikationen, um die Bekämpfung der Pandemie zu beschleunigen.[84][85][86][87][88]
- Schnelle Relevanzprüfung möglich: Häufig ist es bei der Recherche nach Informationen selbst dann nicht möglich, zielsicher einzuschätzen, ob ein Werk relevant für den eigenen Informationsbedarf ist, wenn Titel, Abstract, Inhaltsverzeichnis und Schlag-/Stichworte gegeben sind. In diesem Fall hilft nur ein Blick ins Werk selbst. Wenn dieser Blick ins Werk nicht kostenlos ist, entstehen selbst für die Werke Kosten, die das eigene Informationsbedürfnis nicht betreffen.
- Bessere Auffindbarkeit: Open-Access-Publikationen sind auch für Suchmaschinen und Webcrawler frei zugänglich. Der Indexierung dieser Publikationen liegen deshalb nicht nur vom Verlag bereitgestellte Metadaten, sondern auch die Volltexte zu Grunde, was zu einer präziseren maschinellen Aufarbeitung und zu einer besseren Auffindbarkeit führen kann.

## Kritik

### Veröffentlichungszwang in OA-Zeitschriften
Manche Wissenschaftler und Autoren wissenschaftlicher Arbeiten sehen in der zunehmenden Subventionierung freier Veröffentlichungen durch Wissenschaftsförderer und -organisationen einen unrechtmäßigen Zwang zu dieser Art der Veröffentlichung. Nach Ansicht der Kritiker wird der Autor derart eingeschränkt, dass er nicht mehr frei entscheiden kann, auf welche Weise er die Ergebnisse seiner wissenschaftlichen Arbeit veröffentlichen möchte.
Eine ähnliche Auffassung vertreten auch die Autoren und Unterzeichner des sogenannten Heidelberger Appells, die in der offenen Unterstützung der Allianz der Wissenschaftsorganisationen für Open Access „weitreichende Eingriffe in die Presse- und Publikationsfreiheit“ sehen, oder der Bibliothekar Uwe Jochum, der 2009 in der Wissenschaftszeitung Recherche resümierte, dass das, was „als Versuch begann, einen Ausweg aus der Zeitschriftenkrise zu finden“ unter der Hand „zu einem Projekt der Totaltransformation von Wissenschaft geworden“ sei, an dessen Ende eine „vollständig digitalisierte Forschungsinfrastruktur“ stehen solle, „in der alle Publikationen als ‚Open-Access‘-Publikationen erscheinen und verwaltet werden“. Zudem sei Open Access insgesamt teurer als das traditionelle Modell.
Die Vorwürfe, sie verfolge das Ziel, verfassungswidrig in Publikationsfreiheit oder Urheberrechte einzugreifen oder Verlagsinteressen nicht zu berücksichtigen, wiesen die in der Allianz zusammengeschlossenen Wissenschaftsorganisationen in einer gemeinsamen Erklärung vom März 2009 zurück.

### Interessenkonflikte
Bei Open-Access-Veröffentlichungen müssen in vielen Fällen von den Autoren oder ihren Einrichtungen Publikationsgebühren gezahlt werden, um die Kosten der digitalen Bereitstellung zu decken („Autor-zahlt-Modell“). Damit stellt sich die Frage, welcher Autor bei knappen Mitteln unter Anlegung welcher Kriterien in den Genuss einer von der Wissenschaftsorganisation subventionierten Veröffentlichung kommt. Lauten diese Kriterien (offen oder verdeckt) Stellung in der wissenschaftlichen Hierarchie, Anciennität, Macht o. ä., dann kann es zu einem Konflikt mit dem eigentlich maßgeblichen Kriterium Nachweis wissenschaftlicher Qualität durch externe Begutachtung kommen. Ein ähnlicher Konflikt entsteht, wenn eine Subventionierung der Veröffentlichung durch Firmen (und in deren Interesse) erfolgt.
Darüber hinaus kann es Interessenkonflikte bezüglich Gutachtensstandards geben. Immer wieder gibt es – nicht nur bei digitalen Publikationen – Auseinandersetzungen um die Qualität und Neutralität von Gutachten. Im Zusammenhang mit digitalen Publikationen wird dabei vor allem befürchtet, dass Gutachter auch solche Publikationen passieren lassen, die eigentlich nicht den Standards entsprechen, „da ein durch Gebühren gestütztes Publikationsmodell einen Anreiz für niedrige Ablehnungsquoten biete.“ Im Folgenden sind zwei Beispiele für Interessenkonflikte bei Gutachtensstandards genannt.
Im April 2009 veröffentlichte eine Gruppe von Wissenschaftlern in The Open Chemical Physics Journal Ergebnisse, nach denen der Nachweis von Nanothermit, einem experimentellen Explosivstoff, in unreagiertem und reagiertem Zustand in Proben des Staubs des World Trade Centers gelungen sei. Der Artikel erschien in einem Open-Access-Journal der Bentham-Science-Verlagsgruppe. Nach Angaben der Autoren hat ein Peer-Review-Verfahren stattgefunden, das bei dem betreffenden Journal nach Verlagsangaben Standard ist. Der Artikel, der eine hohe Aufmerksamkeit bei Anhängern von Verschwörungstheorien findet, da er als erster Nachweis einer kontrollierten Sprengung angesehen wird, wurde jedoch massiv inhaltlich kritisiert. Zwei Chefredakteure des Journals traten wegen der Angelegenheit zurück, u. a. wegen massiver Unzufriedenheit mit der Handhabung von Veröffentlichung und Peer-Review durch den Verlag.
Drei Monate später musste ein weiterer Chefredakteur eines Open-Access-Journals des Verlags zurücktreten. Die Zeitschrift hatte angeboten, einen Scherzartikel nach angeblich erfolgter Peer-Review und gegen Zahlung von 800 US$ Kostenbeitrag zu veröffentlichen. Der Vorfall löste eine Diskussion um die Begutachtungsstandards von Open-Access-Journalen aus, die wissenschaftliche Beiträge gegen eine Geldzahlung veröffentlichen.

### Probleme bei der Auffindbarkeit und Langzeitarchivierung von Dokumenten
Über die genannten Punkte hinaus wird kritisiert, dass die Auffindbarkeit von Open-Access-Dokumenten sowie deren Langzeitarchivierung Probleme darstellten, die bisher nicht gelöst seien. Befürworter halten dem entgegen, dass durch die Beschreibung der Dokumente mit Hilfe von Metadaten, die Möglichkeiten moderner Volltextsuche und die Vernetzung der Open-Access-Repositories die Auffindbarkeit und schnelle Bereitstellung von wissenschaftlichen Publikationen eher gegeben sei als bei gedruckten Medien. Bei stetig abnehmenden Kosten für elektronische Speicher und der systematischen Entwicklung nationaler und internationaler Archivsysteme verliert darüber hinaus das Problem der Langzeitarchivierung an Bedeutung.

### Mangelhafter Peer-Review-Prozess
Der Journalist und Biologe John Bohannon testete die Vertrauenswürdigkeit von Open-Access-Zeitschriften, indem er eine eigens verfasste, fehlerhafte Studie an 304 Open-Access-Zeitschriften schickte. Von diesen akzeptierten 157 Zeitschriften die Arbeit, 98 wiesen sie ab. 36 Zeitschriften fielen die offensichtlichen wissenschaftlichen Fehler auf, bei 16 wollten die Herausgeber die Studie trotzdem veröffentlichen. So hatte das 2004 gegründete Directory of Open Access Journals ursprünglich nur formale Kriterien für eine Aufnahme einer Zeitschrift in das Verzeichnis. 2014 wurden die Kriterien für die Aufnahme in das DOAJ verschärft, sodass Zeitschriften, die bis März 2014 nach alten Kriterien registriert waren, eine erneute Aufnahme beantragen müssen.

### Ökonomisierung
Mithin wird die Kommerzialisierung des Open Access kritisiert (z. B. durch das Modell der Publikationsgebühren oder in Form landesweiter Konsortien zur kombinierten Subskription von wissenschaftlichen Zeitschriften inklusive einer daran geketteten Möglichkeit der Open-Access-Publikation), da diese die Dominanz bereits marktbeherrschender Verlage verstärken und die Kostenspirale im wissenschaftlichen Publikationsmarkt weiter in die Höhe schrauben würde.

## Dokumentarfilm
- Jason Schmitt: Paywall – The business of scholarship. Open Society Foundations, 2018. Vimeo. Lizenz: CC-BY 4.0.[104]